# Gervy
Pour les articles homonymes, voir Gervy (homonymie).
Gervy, de son vrai nom Yves Desdemaines-Hugon, né le 12 mai 1908 à Blaye (Gironde) et mort le 16 février 1998 à Périgueux, est un auteur de bande dessinée français.

## Biographie
Après ses années de Lycée à Périgueux, il fréquente l'école des Beaux-Arts de Bordeaux puis "monte" à Paris où il entre dans un atelier de dessin. Il commence à travailler pour un journal pour enfants Ric et Rac; par la suite, au début des années 30, il réalise des petits travaux tels que des dessins publicitaires, des couvertures et des dessins humoristiques pour des journaux très divers : Marianne, Gringoire, Le Petit Écho de la mode et des magazines des éditions de Montsouris : Guignol, Pierrot, Lisette, Rustica. C'est durant cette période qu'il prendra le pseudonyme de Gervy, construit à partir du prénom de son épouse (et coloriste) Germaine, et le sien Yves.
L'année 1936 marque un tournant : il entre à la Bonne Presse (qui deviendra Bayard Presse) et il publie dans l'hebdomadaire Bayard les aventures de Paulo, dont le premier épisode a pour titre le totem du vieux cerf. Les histoires se succèdent et formeront deux autres albums : Paulo au Mexique et Paulo en Afrique. Quelques années plus tard, il y aura Alain au Far West, qui sera publié deux fois à 10 ans d'intervalle
Il collabore en même temps, à partir de 1937 et jusqu'en 1978, au groupe de presse Belge Averbode qui édite Petits Belges - qui deviendra plus tard Tremplin - et pour son équivalent flamand Zonneland. Les titres des très nombreuses histoires - Gervy précisera que dans son emploi du temps hebdomadaire, il consacre 4 jours à Pat'Apouf et 3 jours aux publications sur ces périodiques belges - parues dans ces magazines sont peu voire pas connues en France : Les désopilantes facéties de Ch'nik, le trésor d'Yvon Kervarech, les inventions du professeur Pouic, les aventures de Plouck, le placer inconnu. Il y aura aussi plusieurs séries comme Klik, un lutin qui vit dans monde animalier, Wisky et Boule (6 épisodes), Jojo et Nanette (4 histoires) et surtout Ritou, un reporter qui connaît des aventures qui sont le plus souvent des reprises simplifiées de Pat'apouf ... Ritou fera l'objet de 21 épisodes, soit 664 planches, entre 1958 et 1978.
Pat'Apouf qui est considéré comme l’œuvre maîtresse de Gervy, va naître en 1938 sur les pages du Pèlerin qui appartient aussi à la Bonne Presse. C'est cette année-là que Gervy est approché par le père Guichardan, son rédacteur en Chef qui va lui demander une bande dessinée qu'il veut faire paraître dans ce magazine destiné à un tout autre public que Bayard. Et Gervy va lui proposer le personnage de Pat'Apouf, un détective tout terrain qui fera voyager ses lecteurs un peu partout dans le monde. Et de 1938 à 1973, Gervy produira avec une régularité jamais prise en défaut sa planche hebdomadaire. Au total c'est 51 épisodes qui se succéderont sur cette période de 35 ans; avec les quelques histoires courtes parues dans l'almanach du Pèlerin, ce sont 1739 planches qui seront publiées, Gervy assurant le dessin et scénarios, seuls quelques épisodes à la fin des années 60 lui sont écrits par Troc.
L'importance de l’œuvre de Gervy transparaît lorsque l'on parcoure la liste impressionnante de sa production.
C'est plus qu'Hergé (Tintin, Jo et Zette, Quick et Flupke) mais le dessin de Gervy est moins précis que celui d'Hergé, du moins il est moins détaillé. Mais Hergé a travaillé avec des collaborateurs qui lui ont facilité la tâche.
Gervy est élevé en 1959 à la dignité de Grand-Croix de l’Ordre de Saint-Grégoire-le-Grand par le pape Jean XXIII, sur proposition du cardinal Feltin qui apprécie particulièrement les aventures du détective.

## Publications
- Aux éditions de la Bonne Presse :
  - dans Bayard ;
    - 1936 : Paulo T.1 Le totem du «Vieux-Cerf» 82 pl
    - 1940/1943 : Alain au Far West dans l'hebdomadaire Jean et Paul; 157 planches; republié dans Bayard entre 1953 et 195
    - 1944 : Alain au Mexique dans Jean et Paul 24 pl
    - 1947 : Paulo T. 2 Paulo au Mexique 64 pl
    - 1947 : Paulo T. 3 Paulo en Afrique 72 pl

  - dans Bernadette :
    - 1941 : Miette et Totoche dans Marie-France (substitut à Bernadette durant la guerre) 151 pl

  - dans Le Pèlerin :
- Pat'apouf de 1938 à 1973 
  - 1946 : T.1: Pat'apouf dans les glaces (Éd. Bonne Presse)
  - 1947 : T.2: Pat'apouf et la bande à Chico (Éd. Bonne Presse)
  - 1948 : T.3: Pat'apouf et l'île des pirates (Éd. Bonne Presse)
  - 1946 - 1947 : La mystérieuse affaire Hourtin (Le Pèlerin - Éd. Bonne Presse)
  - 1947 : Le vol du moteur secret (Le Pèlerin - Éd. Bonne Presse)
  - 1947 - 1948 : Pat'apouf prend des vacances (2 épisodes) (Le Pèlerin - Éd. Bonne Presse)
  - 1948 - 1949 : Pat'apouf aux antipodes (Le Pèlerin - Éd. Bonne Presse)
  - 1949 - 1950 : Pat'apouf contre les gangsters (Le Pèlerin - Éd. Bonne Presse)
  - 1950 - 1951 : Pat'apouf chasse les grands fauves (Le Pèlerin - Éd. Bonne Presse)
  - 1951 - 1952 : Pat'apouf au village (Le Pèlerin - Éd. Bonne Presse)
  - 1952 - 1953 : Pat'apouf explore les Roches-Rouges (Le Pèlerin - Éd. Bonne Presse)
  - 1953 - 1954 : Pat'apouf et les contrebandiers (Le Pèlerin - Éd. Bonne Presse)
  - 1954 - 1955 : Pat'apouf en Amazonie (2 épisodes) (Le Pèlerin - Éd. Bonne Presse)
  - 1956 : T.12: Pat'apouf et le vol des bijoux (Éd. Bonne Presse)
  - 1958 : T.13: Pat'apouf et le virus de la mort (Éd. Bonne Presse)
  - 1958 : T.14: Pat'apouf et le gang des diamants (Éd. Bonne Presse)
  - 1959 : T.15: Pat'apouf en fusée (Éd. Bonne Presse)
  - 1959 : T.16: Pat'apouf en Boldovie (Éd. Bonne Presse)

- Divers :
  - 1936 : Le trésor de l' île aux mouettes (Éd. Gordinne)
  - 1937 : Un Gars de la Marine/Plouck le Moussaillon dans journal hebdomadaire Pierrot no 1 de 1937 à 8 de 1938
  - 1941/1943 : Joë Typhon dans journal hebdomadaire Le Foyer 86 pl
  - 1943 : Pacifique (Jef) dans journal hebdomadaire Le Foyer 43 pl
  - 1945 : Les inventions du professeur Pouic (Éd. P. Fanlac)
  - 1946 : Bobby reporter (Éd. Gordinne)